# Frances Hodgson Burnett
Frances Hodgson Burnett (Manchester, 24 novembre 1849 – Plandome, 29 ottobre 1924) è stata una commediografa e scrittrice britannica.
È nota soprattutto per le sue storie per ragazzi, in particolare Il giardino segreto, La piccola principessa e Il piccolo Lord.

## Biografia
Frances Hodgson Burnett nacque a Manchester il 24 novembre 1849, terza dei cinque figli di Edwin Hodgson, proprietario di una ferramenta, e di Eliza Boond, emigrò a Knoxville (Tennessee) negli Stati Uniti dopo la morte di suo padre nel 1864. La famiglia viveva in cattive condizioni finanziarie, dato che la promessa di aiuto da parte di uno zio materno si rivelò infondata. Nel maggio del 1865, su invito del fratello, William Boond, che aveva fatto fortuna nel Tennessee, la famiglia si trasferì negli Stati Uniti, a New Market, a poca distanza da Knoxville
Dopo la morte della madre, la diciottenne Frances iniziò a scrivere per aiutare la famiglia. La sua prima storia venne pubblicata in Godey's Lady's Book nel 1868. Subito cominciarono a essere pubblicati regolarmente. Il suo principale talento di scrittrice consisteva nel combinare dettagli realistici della classe lavoratrice con una trama romantica.
Nel 1873 si sposò con il Dottor Swan M. Burnett di Knoxville. Dopo un anno nacque il primo figlio e la coppia si trasferì a Parigi dove il dottor Burnett approfondì le sue conoscenze mediche. Con la nascita di un secondo figlio nel 1876, i Burnett fecero ritorno in Tennessee.

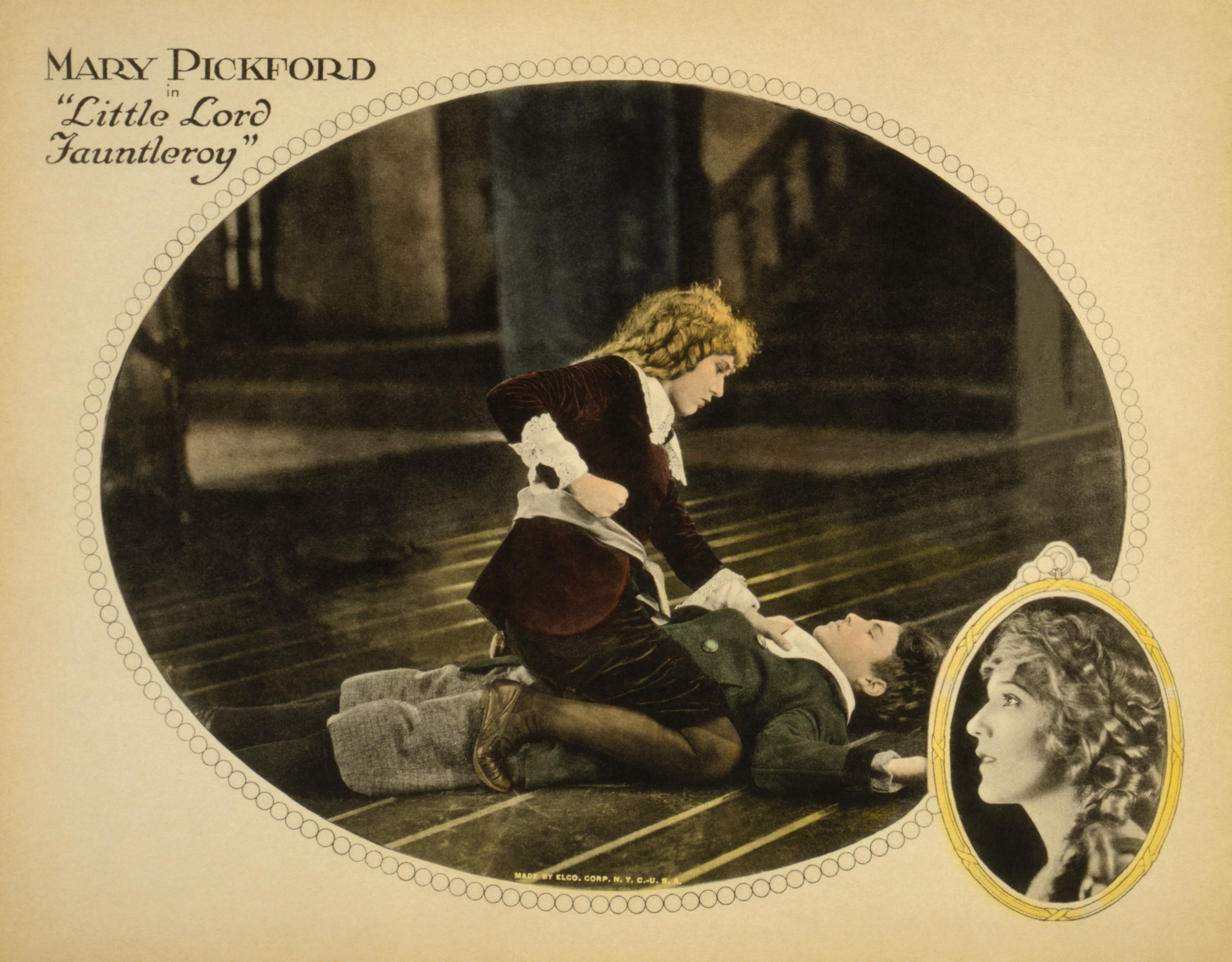
Locandina del film tratto da Little Lord Fauntleroy

Nel 1886 pubblicò Il piccolo lord (Little Lord Fauntleroy). Inizialmente pensato come libro per bambini, suscitò molto interesse nelle madri. Il libro vendette più di mezzo milione di copie.
Nel 1888 vinse un processo in Inghilterra sui diritti d'autore per Il Piccolo Lord, stabilendo un precedente che fu inserito nella legge britannica sul copyright nel 1911.
Il suo primogenito Lionel morì di tubercolosi nel 1890, gettando la scrittrice in una grossa depressione, che porto al divorzio dal Dr. Burnett. Successivamente, nel 1900, si risposò con Stephen Townsend, il suo business-manager. Il secondo matrimonio durò meno di due anni, terminando nel 1902.
I suoi ultimi lavori includono Sara Crewe (1888) - successivamente riscritto come La piccola principessa (1905) e Il giardino segreto (1910) - forse la sua opera più conosciuta.
Nel 1893 pubblicò le memorie della sua gioventù, The One I Knew Best of All. Dalla metà degli anni novanta dell'Ottocento visse in Inghilterra, ma nel 1909 tornò negli Stati Uniti dopo essere diventata cittadina americana nel 1905.
Frances Hodgson Burnett morì a Plandome (New York) ed è sepolta nel vicino cimitero di Roslyn, vicino al figlio Vivian. L'effigie a grandezza naturale del figlio Lionel è situata ai suoi piedi.

## Opere
- La Figlia di Lowrie, Eliot Editore, 2018, (That Lass o' Lowrie's) (1877)
- Haworth's (1879)
- Louisiana (1880)
- Un'Incantevole Selvaggia, Minerva Edizioni, 2023, (A Fair Barbarian) (1881)
- Esmeralda (opera teatrale, 1881)
- Through One Administration (1883)
- Il piccolo Lord (Little Lord Fauntleroy, 1886)
- La piccola Santa Elisabetta e altre storie, Vento dell'Est, 2024 (Little Saint Elizabeth and other stories, 1893)
- Una Nobile Donna, Eliot Editore, 2020, (A Lady of Quality, romanzo) (1896)
- A Lady of Quality (opera teatrale, 1897)
- L'imprevedibile destino di Emily Fox-Seton, Astoria Edizioni, 2016, (The Making of a Marchioness, 1901)
- Nella stanza chiusa, Caravaggio Editore, 2020 (In the Closed Room, 1904)
- La piccola principessa (A Little Princess, 1905)
- Un matrimonio inglese, Astoria edizioni, 2010, (The Shuttle 1907)
- Il giardino segreto (The Secret Garden, 1910)
- La vita inusuale di T. Tembarom, Astoria Edizioni, 2017, (T. Tembarom, 1913)
- Il popolo bianco, Caravaggio Editore, 2021 (The White People, 1917)
- Nel mondo del camino (1931)
- Edith e il ladro (1934)

## Adattamenti teatrali
Alcuni suoi romanzi furono trasposti per il palcoscenico, ma l'autrice scrisse anche diverse opere teatrali adattando alcuni suoi romanzi per la scena:
- Little Lord Fauntleroy (prima: 3 dicembre 1888 al Broadway Theatre) / (ripresa: 13 aprile 1903 al Casino Theatre di Broadway)
- The First Gentleman of Europe scritto in collaborazione con George Fleming (prima: 25 gennaio 1897 al Lyceum Theatre di Broadway)
- A Lady of Quality  (prima: 1º novembre 1897 al Wallack's Theatre di Broadway)
- The Little Princess (prima: 14 gennaio 1903 al Criterion Theatre e al Savoy Theatre di Broadway) / (ripresa: 1º dicembre 1903 all'Hoyt's Theatre)
- The Pretty Sister of Jose (prima: 10 novembre 1903 all'Empire Theatre di Broadway)
- That Man and I (prima: 25 gennaio 1904 al Savoy Theatre di Broadway)
- The Dawn of a Tomorrow (prima: 25 gennaio 1909 al Lyceum Theatre di Broadway)
- Racketty-Packetty House (prima: 23 dicembre 1912 al Children's Theatre di Broadway)
- Editha's Burglar (prima: 26 dicembre 1916 al Cohan and Harris di Broadway)
- The Secret Garden libretto di Marsha Norman basato sul romanzo di F.H.B. (prima 5 aprile 1991 al St. James Theatre di Broadway)

## Nel cinema
Numerose opere di Frances Hodgson Burnett sono state adattate fin dai primi anni del Novecento per il cinema, in particolare: That Lass O' Lowrie's, Il piccolo Lord, A Lady of Quality, 
La piccola principessa e Il giardino segreto.

## Trasposizioni televisive
In televisione l'autrice è presente principalmente con trasposizioni animate delle sue opere:
- Lovely Sara (Shokojo Sarah, 1985). Serie anime in 46 episodi per la regia di Fumio Kurokawa, trasposizione di La piccola principessa.
- Piccolo Lord (Shoukoushi Cedie, 1988). Serie anime in 43 episodi per la regia di Kôzô Kuzuha.
- Mary e il giardino dei misteri (Himitsu no Hanazono, 1991). Serie anime in 39 episodi per la regia di Tameo Kohanawa, trasposizione di Il giardino segreto.